# Heather Millsová
Heather Mills McCartney (* 12. ledna 1968, Alderhot, Spojené království) je britská modelka, aktivistka za lidská práva a druhá manželka Paula McCartneyho.

## Biografie
Několik měsíců po jejím narození se rodina přestěhovala do Washingtonu. Její dětství nebylo snadné, v pubertě se vrátila se svou matkou zpět do Londýna, utekla z domova a několik měsíců žila na ulici. Měla několik zaměstnání až se prosadila jako modelka. V devatenácti letech nafotila sérii erotických fotografií.
V květnu 1989 se provdala za Alfieho Karmala, rozvedli se o dva roky později. V srpnu 1993 měla nehodu, v Londýně byla sražena policistou na motorce a musela jí být amputována levá noha pod kolenem. Po zotavení začala pomáhat obětem nášlapných min a rozběhla kampaň za jejich zákaz. Za svou práci získala několik mezinárodních ocenění.
Dne 11. června 2002 se v Irsku provdala za Sira Paula McCartneyho a 28. října 2003 mu porodila dceru Beatrice Milly McCartney. V květnu 2006 oznámili rozchod a v roce 2008 manželství skončilo rozvodem.